# Комерика-Парк
«Комерика-Парк» (англ. Comerica Park) — бейсбольный стадион в Детройте (штат Мичиган). Является домашней площадкой клуба Главной лиги бейсбола «Детройт Тайгерс», в этом качестве заменил стадион Тайгер. «Комерика-Парк» был открыт 11 апреля 2000 года, его строительство обошлось в 300 миллионов долларов. Стадион находится по соседству с ареной Форд Филд, на которой выступает футбольный клуб «Детройт Лайонс». «Комерика-Парк» вмещает 41 782 зрителя.
Стадион получил своё название от банка Comerica, на момент строительства стадиона базировавшегося в Детройте. Банк заплатил 66 миллионов долларов за то, чтобы в следующие 30 лет стадион носил его название.
После своего открытия «Комерика-Парк» считался очень удобным стадионом для питчеров, так как границы поля находились на значительном удалении от дома и отбивающим было сложно делать хоум-раны. Перед началом сезона 2003 года стадион был реконструирован, в результате чего левая граница поля была подвинута к дому на 7 метров.